# دبرا پاجت
دبرا پاجت (انگلیسی: Debra Paget؛ زادهٔ ۱۹ اوت ۱۹۳۳) هنرپیشه اهل ایالات متحده آمریکا است.

## گزیده فیلم‌شناسی
از فیلم‌ها یا برنامه‌های تلویزیونی که وی در آن نقش داشته‌است می‌توان به آثار زیر اشاره کرد.
- گریه شهر (۱۹۴۸)
- خانه غریبه‌ها (۱۹۴۹)
- مرغ بهشت (۱۹۵۱)
- بینوایان (۱۹۵۲)
- دیمیتریوس و گلادیاتورها (۱۹۵۴)
- ده فرمان (۱۹۵۶)
- عمر خیام (۱۹۵۷)
- قصه‌های وحشت (۱۹۶۲)
- قصر ارواح (۱۹۶۳)